# Rowhedge
Rowhedge est un village de l’Essex, en Angleterre, situé dans le borough de Colchester.